# Wherigo

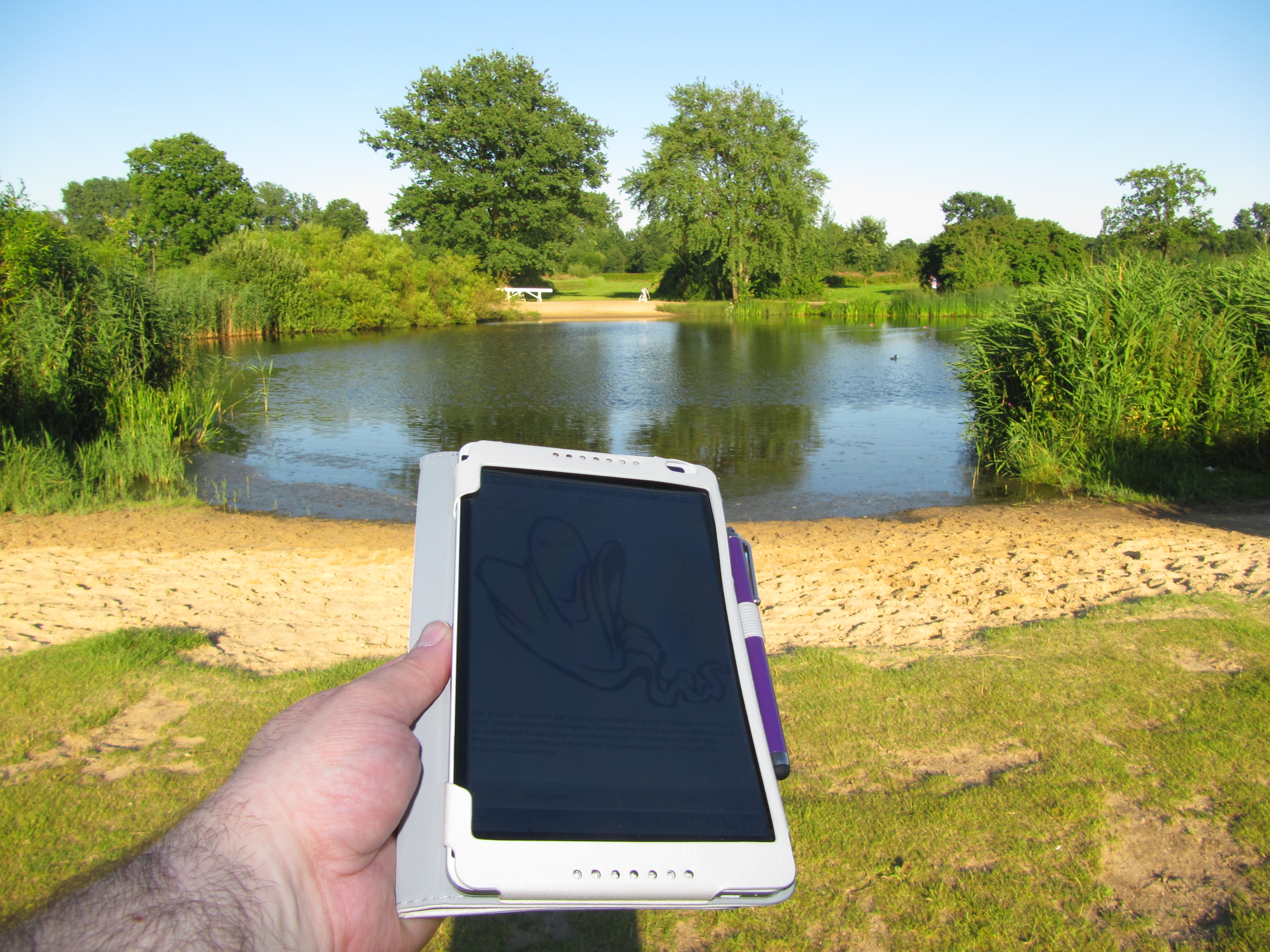
wherigo cartridge

Wherigo je venkovní hra založená na používání GPS navigace, byla založena stejnými autory jako hra Geocaching. Je to mix dobrodružné hry a hledání geocachí.
Lidé hrající hru Wherigo mohou vytvářet vlastní soubory s příběhovými liniemi (zde nazývány "cartridge"), které jsou spouštěny v programech na PDA či chytrých telefonech opatřené GPS modulem nebo na zařízeních podporujících hru Wherigo (např. Garmin Colorado). Přehrávač a příběh poskytuje převedení získaných GPS souřadnic na příběh a zobrazí danou událost z cartridge. Dokončení cartridge může záviset na navštívení některých lokací nebo na vyřešení hádanek.

## Software
Oficiální stránky hry nabízí stažení aplikace potřebné k tvorbě Wherigo cartridgí a databází volně stažitelných cartridgí.
Oficiální přehrávač je dostupný pouze pro Windows Mobile a pro turistické navigace Garmin Colorado a Oregon. Pro Android a iOS však existují neoficiální aplikace a ve vývoji je i neoficiální přehrávač pro Windows Phone.